# Sky One
Sky One is een Brits televisiekanaal en onderdeel van het Sky Limited-netwerk.

## Geschiedenis
Sky One is ontstaan uit Sky Channel, dat op zijn beurt was ontstaan uit Satellite Television PLC. Dit was de baanbreker in satelliettelevisie voor Europa en gold als een concurrent van het eveneens pan-Europese Super Channel.

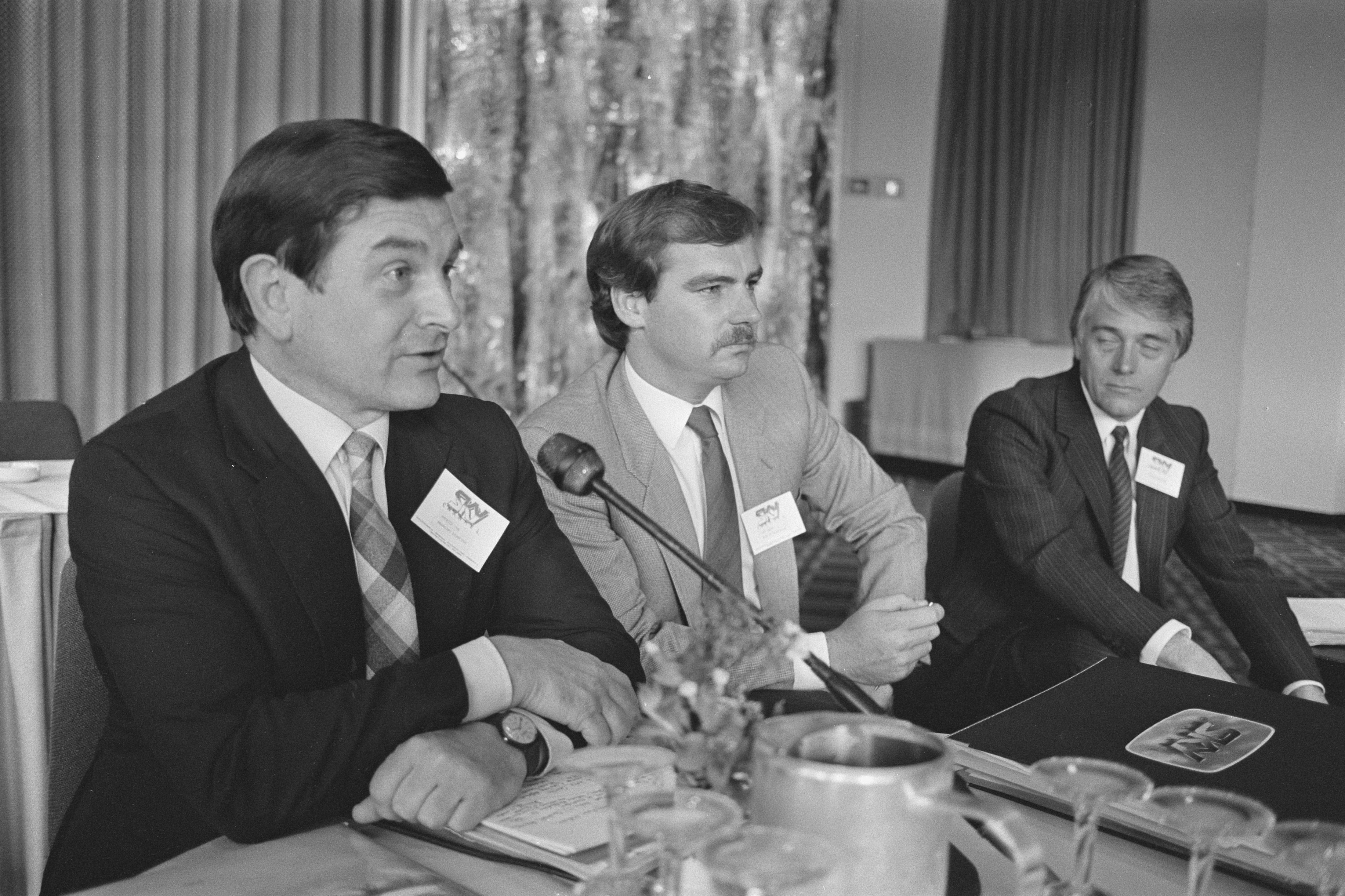
De directie van Sky Channel in 1984 (Patrick Cox, Gary Davey & Malcolm Tallantire) op bezoek in Amsterdam

De eerste satellietuitzending van het Engelse amusementskanaal gebeurde op 26 april 1982 via de OTS-satelliet. In 1984 kocht Rupert Murdoch de zender op en veranderde de naam in Sky Channel. Het signaal verhuisde later naar de in heel Europa goed ontvangbare Astra-satelliet.
Op 5 februari 1989 werd Sky Television Network gelanceerd bestaande uit vier zenders: Sky Channel, Sky News, Sky Movies (gecodeerd) en Eurosport. Op dit ogenblik verdween Sky Channel op het Europese vasteland bij de kabelnetten en werd het vervangen door het gloednieuwe Eurosport, een samenwerking tussen Sky en de EBU.
In maart 1990 startte er een concurrent van Sky, British Satellite Broadcasting (BSB) met vijf tv-zenders die via de Marco Polo satelliet waren te ontvangen. Zowel Sky als BSB kampten met grote verliezen. Beide partijen fuseerden nog geen 8 maanden later tot BSkyB.
Op 31 juli 1989 veranderde de naam van Sky Channel in Sky One, verwijzend naar het feit dat dit onderdeel was van een multikanaalpakket.
In 2003 schakelde de zender om naar het breedbeeldformaat 16:9, en Sky One zendt sinds 2006 ook in HD uit.
In september 2003 lanceerde Sky een ruimer zenderpakket (Sky Multichannels) en werd het signaal van Sky One gecodeerd. Dit was het formele einde van de pan-Europese geschiedenis van het kanaal.

## Nederlands taalgebied
Verschillende succesprogramma's van John de Mol werden op Sky Channel uitgezonden: The DJ Kat Show met Linda de Mol, Countdown (net zoals bij Veronica met onder anderen Adam Curry, maar dan Engelstalig), Popformule (Martijn Krabbé), Eurochart Top 50, Wrestling, Fun Factory, films en series. Het was een gevarieerd programma, waardoor Sky Channel een bekende en populaire zender werd op de Nederlandse en Vlaamse kabel.

## Bekende programma's
- Fringe
- The Simpsons
- Got to Dance
- House
- Lie to Me
- Bones
- 24
- Nip/Tuck
- Cold Case
- Prison Break
- Las Vegas
- NCIS